# Trichopilia maculata
Trichopilia maculata är en orkidéart som beskrevs av Heinrich Gustav Reichenbach. Trichopilia maculata ingår i släktet Trichopilia och familjen orkidéer. Inga underarter finns listade i Catalogue of Life.